# رامون غالواي
رامون غالواي (بالإنجليزية: Ramon Galloway)‏ مواليد 10 فبراير 1991 في فيلادلفيا، هو لاعب كرة سلة أمريكي. بدأ مسيرته الاحترافية في سنة 2013. يلعب في الدوري التركي لكرة السلة. يحمل الرقم 55. يبلغ طوله 6 قدم 1 بوصة (1.9 م).

## المسيرة الاحترافية
لعب مع نادي إيجوكيا لكرة السلة في سنة 2013، ثم لعب مع سكايلاينرز فرانكفورت في الدوري الألماني في موسم 2013–2014، ثم لعب مع بالاكانسترو فاريزي في الدوري الإيطالي في موسم 2015–2016، ثم لعب مع إري بايهوكس في موسم 2016–2017.

## روابط خارجية
- رامون غالواي على موقع دوري السوبر التايواني لكرة السلة (الصينية)
- رامون غالواي على موقع سبورتس رفرنس (الإنجليزية)
- رامون غالواي على موقع كرة السلة الأوروبية.كوم (الإنجليزية)
- رامون غالواي على موقع إي إس بي إن.كوم (الإنجليزية)
- رامون غالواي على موقع كلية كرة السلة في سبورتس رفرنس.كوم (الإنجليزية)
- رامون غالواي على موقع ريلجم (الإنجليزية)
- رامون غالواي على موقع بروبوليرز (الإنجليزية)
- رامون غالواي على موقع سبورتس رفرنس (الإنجليزية)
- رامون غالواي على موقع سبورتس رفرنس (الإنجليزية)